# NSユナイテッド海運
NSユナイテッド海運株式会社（エヌエスユナイテッドかいうん、英語: NS UNITED KAIUN KAISHA, LTD.）は、日本の準大手海運会社。日本製鉄および日本郵船の関連会社である。

## 概要
外航海運事業者で、鉄鉱石・石炭などの鉄鋼原料や鉄鋼製品、液化石油ガス (LPG) などの海上輸送を行う。ばら積み貨物船やタンカーを中心に2012年時点で100隻（用船含む）の船舶を擁している。船舶のファンネルマークは青地に「U」（新和海運時代は青地に「S」）。
主要株主は、鉄鋼メーカーの日本製鉄と、同じ海運会社の日本郵船の2社。出資比率（2020年3月時点）は日本製鉄が約33%、日本郵船が約18%で、両社ともNSユナイテッド海運を関連会社としている。
日本製鉄の前身で、財閥解体によって解体された日本製鐵の海運部門の後継会社として、1950年に設立された日鐵汽船を前身とする。その後いくつかの合併を繰り返して新和海運となり、2010年10月に同じ外航海運業者の日鉄海運と合併してNSユナイテッド海運に社名を変更した。
本社は東京都千代田区大手町一丁目。中国上海市、ベトナムハイフォンにも拠点があり、イギリス・ロンドン、アメリカ、中国香港、シンガポール、フィリピンの5か所に現地法人を持つ。

## 沿革
- 1947年 - 東邦海運株式会社創立。南満洲鉄道の子会社であり、同社の閉鎖機関指定によって事業停止状態に追い込まれた大連汽船株式会社（1907年創業、1925年設立）の第二会社であった。
- 1950年4月1日 - 日本製鐵の海運部門を引き継ぐ第二会社として、日鐵汽船株式会社設立。
- 1951年1月 - 日鐵汽船、東京証券取引所・大阪証券取引所に株式を上場。
- 1962年2月 - 日鐵汽船・東邦海運が合併し、新和海運株式会社に社名変更。
- 1964年5月 - 海運再編政策による企業集約で、日本郵船の系列会社に。
- 1970年1月 - ロンドンに SHINWA (U.K.) LTD.（現・NS UNITED SHIPPING (U.K.) LTD.）を設立。
- 1974年6月 - 内航運送業部門を新和内航海運株式会社（現・NSユナイテッド内航海運株式会社）として分離。
- 1975年5月 - アメリカに SHINWA (U.S.A.) INC.（現・NS UNITED SHIPPING (U.S.A.) INC.）を設立。
- 1996年6月 - 香港に SHINWA SHIPPING (H.K.) CO.,LTD.（現・NS UNITED SHIPPING (H.K.) CO., LTD.）を設立。
- 1998年2月 - 新晴海運株式会社を吸収合併。
- 1999年11月 - シンガポールに DAJIN SHIPPING PTE LTD（後にNS UNITED TANKER PTE. LTD.とNS UNITED BULK PTE.LTD.に分割）を設立。
- 2001年12月 - 完全子会社の新和エンジニアリングを解散し、シンワ エンジニアリング・サービスを新たに設立。
- 2010年10月1日 - 日鉄海運を吸収合併し社名をNSユナイテッド海運株式会社へと変更。
- 2012年9月 - 株式会社シンワ　エンジニアリング・サービスとの資本関係を解消。
- 2015年8月 - ジャスダックに上場していたNSユナイテッド内航海運株式会社を、株式交換により完全子会社化。
- 2019年10月 - 化学品の海上輸送を行っていたNS UNITED TANKER PTE. LTD.を解散。

## 主なグループ企業
2020年3月末時点で、子会社64社と関連会社3社を傘下に持つ。その大半が、貸船事業を主とする会社や、船舶管理の代行を主とする会社である。
- NSユナイテッド内航海運株式会社 - 内航海運事業者。
- NSユナイテッドタンカー株式会社 - 内航海運事業者。化学品の海上輸送を行う。
- NSユナイテッドシステム株式会社 - 情報システムの開発・保守・運用を担当。